# Надьдорог
Надьдорог (венг. Nagydorog) — деревня в медье Тольна, Венгрия, в 18 километрах к западу от города Пакш.

## История
Первое письменное упоминание о поселении датируется 1397 годом. В XV века принадлежала семье Гараев. В середине XVI века по инициативе Михая Стараи в деревне появилась реформатская община. В XVIII веке семья Сеченьи построила в деревне замок, водонапорную башню, мельницу и винокуренный завод.
В период Австро-Венгерской империи назывался Гросдорог нем. Großdorog.
Национальный состав согласно переписи 2011 года: 91,8 % — венгры, 8 % — цыгане, 3,4 % — немцы, 0,7 % — румыны, 0,2 % — хорваты, 0,2 % — сербы.
Уроженкой деревни является актриса немого кино Вильма Банки.

## Население
| Год  | Численность | Численность |
| ---- | ----------- | ----------- |
| 2013 | 2591        | [ 4 ]       |
| 2014 | 2584        | [ 5 ]       |
| 2015 | 2576        | [ 6 ]       |
| 2021 | 2467        | [ 7 ]       |
| 2022 | 2456        | [ 8 ]       |
| 2023 | 2462        | [ 9 ]       |
| 2024 | 2445        | [ 2 ]       |